# インシュラー体
インシュラー体（インシュラーたい、英語: Insular script）は、中世の書体の名称である。最初にアイルランドで使われ、後にグレートブリテン島に伝わり、さらにアイルランドのキリスト教の影響によって大陸ヨーロッパに広がった。アイルランドの宣教師は、ボッビオなどに修道院を建て、それにより大陸にこの書体がもたらされた。イングランドの宣教師に影響されたフルダなどの修道院でもインシュラー体が使われた。インシュラー体が関係するインシュラーアートのうち、現在までもっともよく残っているものは装飾写本である。インシュラー体はアイルランド語の正書法と、現代の手書きおよび印刷書体としてのゲール文字に大きく影響している。

## 起源
インシュラー体は、7世紀にアイルランドで発達し、19世紀まで使われたが、その最盛期は西暦600年から850年の間である。インシュラー体はアンシャル体、およびアンシャル体に直接影響された半アンシャル体に密接に関連している。インシュラー体の最高のものは大文字の半アンシャル体であり、これは大陸の半アンシャル体に由来する。

## 外観

さまざまな書体の簡易化した関係図。ローマおよびギリシャのアンシャル書体の発達を示す

インシュラー体で書かれた書物は、一般的に最初の1字が大きく、赤インクの点に囲まれている (もっとも、アイルランドとイングランドで使われた他の書体も同じ特徴をもつ）。段落や節のはじめの大きな最初の文字のあと、文字は行またはページがすすむにつれて徐々に小さくなっていき、最後に通常のサイズにおちつくように書かれることが多い。これを「ディミヌエンド効果」と呼ぶ。これはインシュラー体が創始した特徴であり、後に大陸の装飾写本の書体に影響した。アセンダをもつ字 (b、d、h、l など) は、その一番上が三角形またはくさび形をした形に書かれる。b、d、p、q などの湾曲部は非常に幅広い。インシュラー体では合字を多く使い、ティロ式記号の借用とともに、多くの独自の略字を持っている。
インシュラー体はアイルランドの宣教師によってイングランドにもたらされた。それ以前には、カンタベリーのアウグスティヌスによってイングランドにもたらされたアンシャル体が使われていた。この両者の影響によって、インシュラー体の体系が作りだされた。古文書学者のジュリアン・ブラウンは、この体系を5種に分類している。
- インシュラー半アンシャル (Insular half-uncial)、または「アイルランド大文字体」
- インシュラー混交小文字体 (Insular Hybrid minuscule)
- インシュラー・セット (Insular Set)
- インシュラー筆記体 (Insular Cursive)
- インシュラー草書体 (Insular Current)

ブラウンは、またインシュラー体の発達に2つの段階があったと仮定した。第2段階は主にローマのアンシャル体に影響され、ウェアマス・ジャロウの修道院で発達した。リンディスファーンの福音書がその典型である。

## 使用
インシュラー体は、ラテン語の宗教書だけでなく、俗語 (ラテン語以外の言語) を含むあらゆる種類の書物に使われた。代表例としては、ケルズの書、聖コルンバのカタハ、ボッビオのオロシウス、ダラム大聖堂図書館蔵 A. II. 10 福音書残巻、ダロウの書、ダラムの福音書、エヒタナハの福音書、リンディスファーンの福音書、リッチフィールドの福音書、ザンクト・ガレンの福音書、アーマーの書などがある。
インシュラー体は、カロリング帝国の写字室におけるカロリング小文字体の発達に影響があった。
アイルランドでは、インシュラー体は850年ごろに後期ケルト書体に置きかわった。イングランドでは、カロリング小文字体の1形式が使われるようになっていった。
ティロ式記号の et" ⁊ (ローマのアンパサンド 〈&〉 と同義) は、インシュラー体では広く使われ、古英語の ond (…と)、およびアイルランド語の agus (…と) を意味した。インシュラー体から発達した現代のゲール文字の印刷書体にも時にこの文字が含まれている。

## Unicode
インシュラー体の文字のうち、下に示したいくつかの字のみが Unicode に存在する。また、ほとんどのフォントはこのうち U+1D79 (ᵹ) しか正しく表示できない。それ以外の文字を表示するために使えるいくつかのフォントがある。フリーのものでは、Junicode、Montagel、Quivira、Everson Monoなどがある。
|        | 0 | 1 | 2 | 3 | 4 | 5 | 6 | 7 | 8 | 9 | A | B | C | D | E | F |
| U+1D7x |   |   |   |   |   |   |   |   |   | ᵹ |   |   |   |   |   |   |
| U+1DDx |   |   |   |   |   |   |   |   | ◌ᷘ |   |   |   |   |   |   |   |
| U+204x |   |   |   |   |   |   |   |   |   |   | ⁊ |   |   |   |   |   |
| U+A77x |   |   |   |   |   |   |   |   |   | Ꝺ | ꝺ | Ꝼ | ꝼ | Ᵹ | Ꝿ | ꝿ |
| U+A78x |   |   | Ꞃ | ꞃ | Ꞅ | ꞅ | Ꞇ | ꞇ |   |   |   |   |   |   |   |   |